# Узкополосая макрель
Узкополосая макрель или испанская макрель, или полосатая королевская макрель, или испанская пеламида, или поперечнополосатая макрель, или поперечнополосатая пеламида (лат. Scomberomorus commerson) — вид рыб семейства скумбриевых. Обитают в тропических водах Индийского океана и западной части Тихого океана между 39° с. ш. и 41° ю. ш. и между 7° з. д. и 180° з. д. В Атлантическом океане попадаются у острова Св. Елены. Океанодромные рыбы, встречаются на глубине до 200 м. Максимальная длина тела 240 см. Ценная промысловая рыба, желанный трофей рыболовов-любителей.

## Ареал
Узкополосая макрель обитает в прибрежных водах Индийского океана и в западной части Тихого океана: от Красного моря до лагуны у города Книшна (ЮАР), у побережья Мадагаскара, Индии, Шри-Ланки, Кореи, Китая, Японии, Филиппин. Через Суэцкий канал эти рыбы мигрируют в восточную часть Средиземного моря. В Атлантическом океане вид отмечен у острова Святой Елены. Эти эпипелагические неритические рыбы держатся на глубине до 200 м. Обычны у коралловых рифов и скалистых побережий. Заплывают в эстуарии рек и лагуны. Совершают сезонные миграции.

## Описание
У узкополосых макрелей удлинённое торпедовидное тело, сжатое с боков. Его высота в 5—6,3 раза меньше длины тела. Тонкий хвостовой стебель с простым килем. Крупные зубы имеют треугольную форму. Голова крупная и заострённая, её длина в 4,3—5,1 раз меньше длины тела. Плавательный пузырь отсутствует. Длина рыла короче оставшейся длины головы. Имеются сошниковые и нёбные зубы. Верхнечелюстная кость не спрятана под предглазничную. 2 спинных плавника разделены небольшим промежутком. Боковая линия не волнистая, резко изгибается под вторым спинным плавником. Брюшные плавники маленькие.  Брюшной межплавниковый отросток маленький и раздвоенный. Зубы на языке отсутствуют. Количество жаберных тычинок на первой жаберной дуге 1—8. Позвонков 42—46. В первом спинном плавнике 15—18 колючих лучей, во втором спинном 15—20 и в анальном плавнике 16—21 мягких лучей. Позади второго спинного и анального плавников пролегает ряд более мелких плавничков (8—10 и 7—12, соответственно), помогающих избегать образования водоворотов при быстром движении.  Грудные плавники образованы 21—24 лучами. Спина тёмно-синего цвета. Бока серебристо-стальные с множеством тёмных поперечных волнистых полос. Максимальная зарегистрированная длина 240 см, а масса 70 кг. Средняя длина не превышает 90 см, масса до 14 кг.

## Биология
Пелагическая стайная рыба, держится в основном в прибрежных водах.
Нерестовый сезон растянут. В австралийских водах каждая самка нерестится несколько раз за сезон с промежутком 2—6 дней. Рыбы мечут икру на рифовых склонах. У берегов восточной Африки пик нереста приходится на октябрь-июль, у Мадагаскара на декабрь-февраль, у Индостана на май-июль, у острова Тайвань на весну. Самцы и самки достигают половой зрелости при длине 65 см и 70 см соответственно в возрасте около 2 лет. Продолжительность жизни оценивается в 22 года. Длина поколения около 8—9 лет.
Узкополосая макрель питается круглосуточно. Основу рациона этого хищника составляют мелкие рыбы (анчоусы, мелкие сельди, сардины, ставриды), а также креветки и кальмары. 

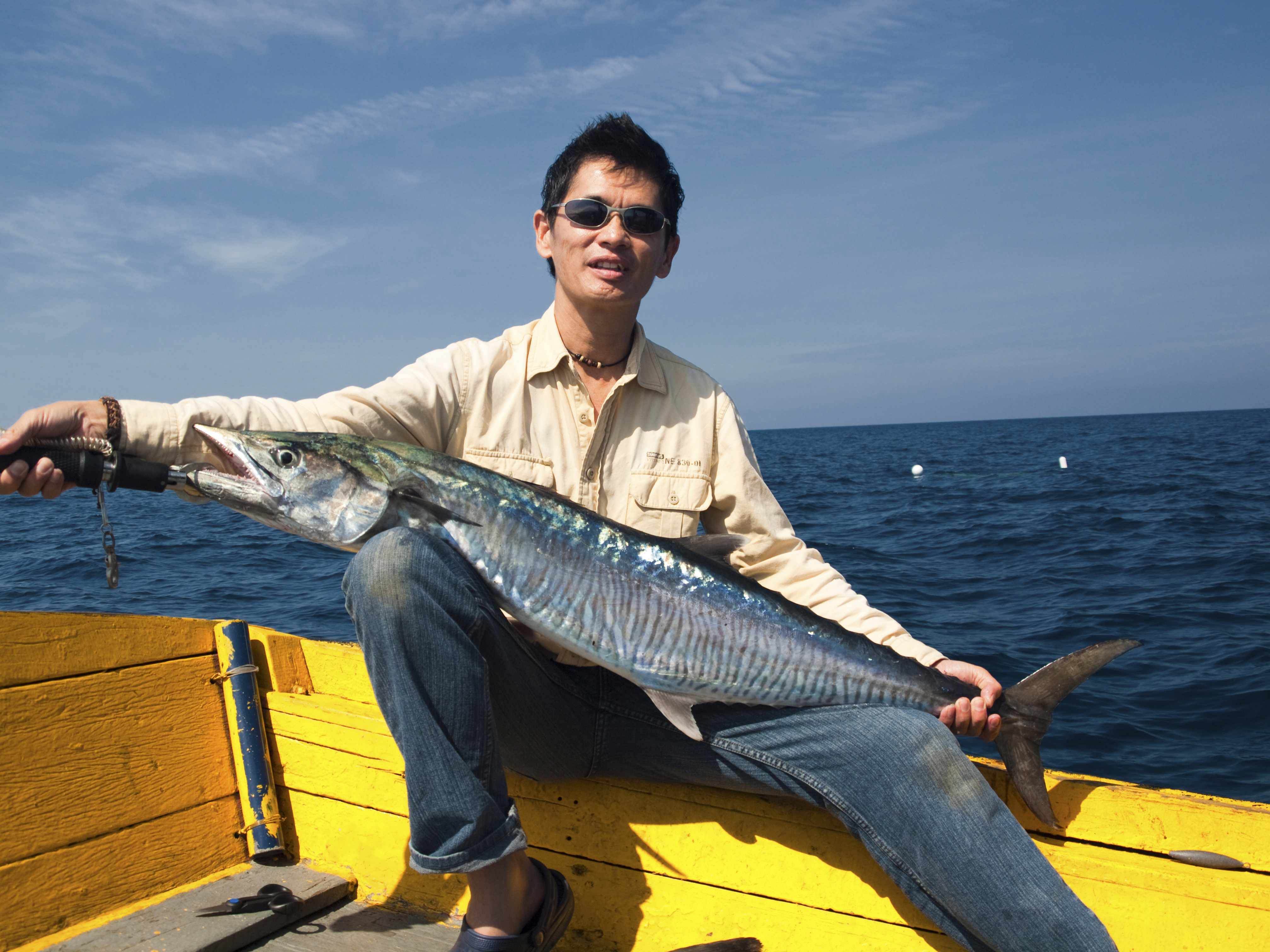
Узкополосая макрель, пойманная в водах Малайзии

## Взаимодействие с человеком
Ценная промысловая рыба. Мясо высокого качества, белое. Калорийность на 100 г 109 кКал, содержание белка 21,5 г, жира 2,6 г. Промысел ведётся жаберными сетями, кошельковыми неводами, тралами и удебными средствами. Больше всего макрелей этого вида промышляют Индонезия, Пакистан, Шри-Ланка, Йемен и Филиппины. Узкополосая макрель поступает на рынок в основном в свежем виде, а также в мороженом, копчёном, консервированном и солёном виде. В некоторых районах мясо этих рыб может содержать жирорастворимый токсин, сходный с сигуатоксином. Международный союз охраны природы присвоил виду охранный статус «Близкий к уязвимому положению».